# Василије Димитријевић
Епископ Василије Димитријевић је био епископ Будимске епархије у периоду 1728−1748. године.
Рођен је у Новом Саду. Био је протосинђел београдско-карловачких митрополита Викентија (Поповића) и Мојсија (Петровића), које је као архијерејски заменик заступао за време њиховог отсуствовања из резиденције. Остало је забележено да му је митрополит Викентије ставио у дужност да се у манастиру Хопово састане са неколико кнезова и саопшти им царски декрет у вези са тужбама српског народа због кршења српских привилегија и наметнутих дажбина.
Након смрти митрополита Викентија 1725. године патријарх Арсеније IV Јовановић-Шакабента укорио га је 15. новембра 1727. године из Ниша: “ако смо ми и сиромаси мислим и молим се да не будемо от Бога заборављени“ а потом моли “да нам отпишете поради обештанаго покрова на кивот светаго чудотворца Христова Арсенија Србскаго, покојним господином вашим, братом же нашим, митрополитом Вићентијем. Зашто тако положени Вам аманет господином Вашим светој Великој цркви и оному угоднику божијему не извршите и не пошлете? Знате ли да хоћемо поставити на Светаго Арсенија да веће он сам тај аманет којим зна образом себи донесе“. Није познато да ли је Василије након овог патријарховог укора испунио део тестамента који се односио на Пећку Патријаршију.